# 엥게

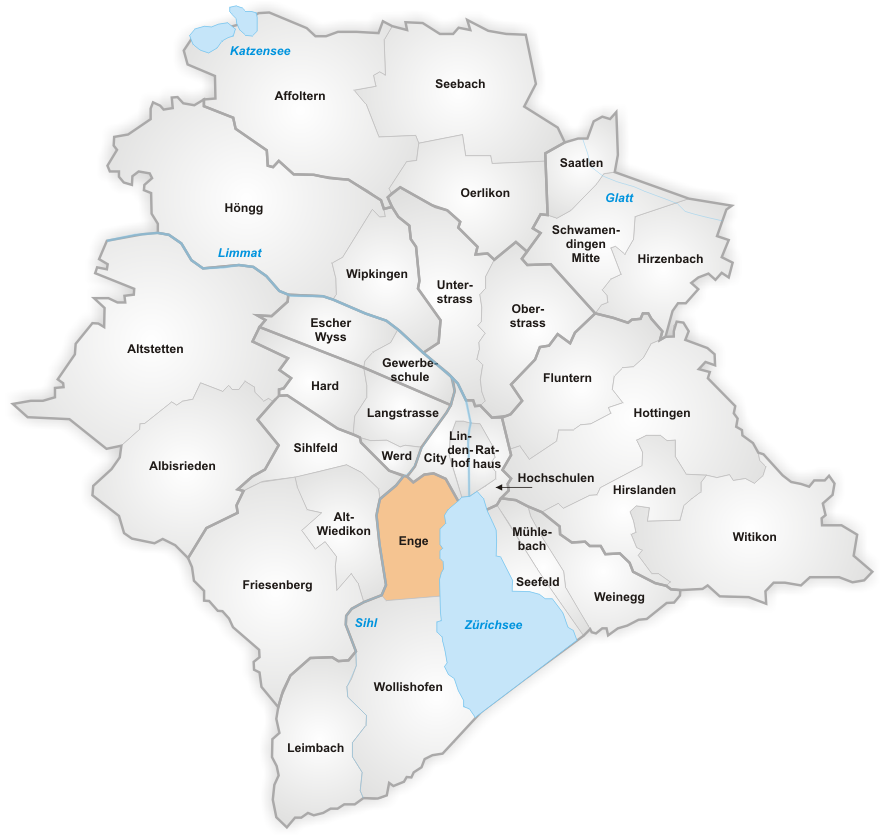
취리히의 엥게 쿼터

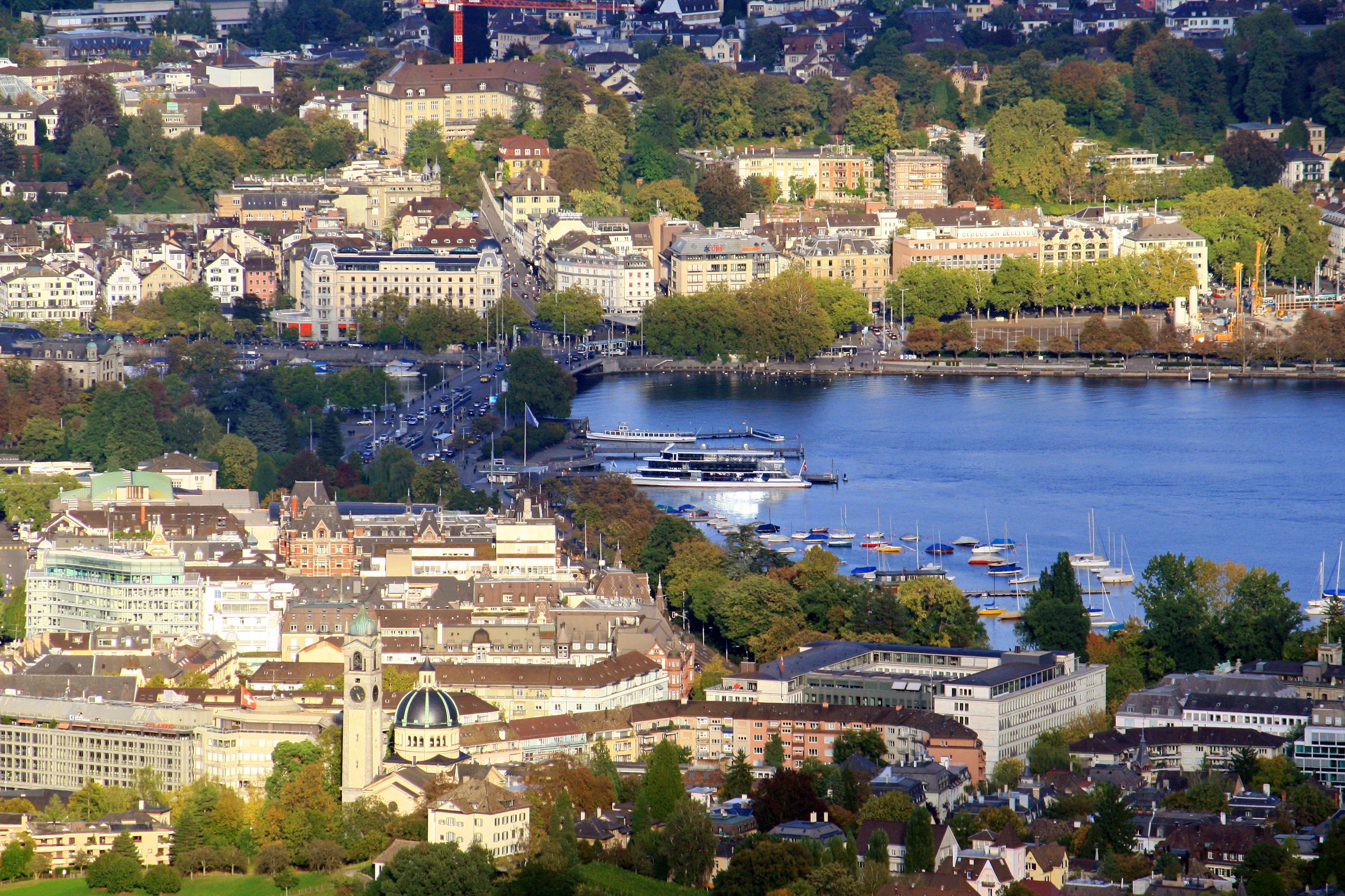
위틀리베르크에서 본 엥게 (앞쪽), 제펠트 (우)와 라트하우스 쿼터

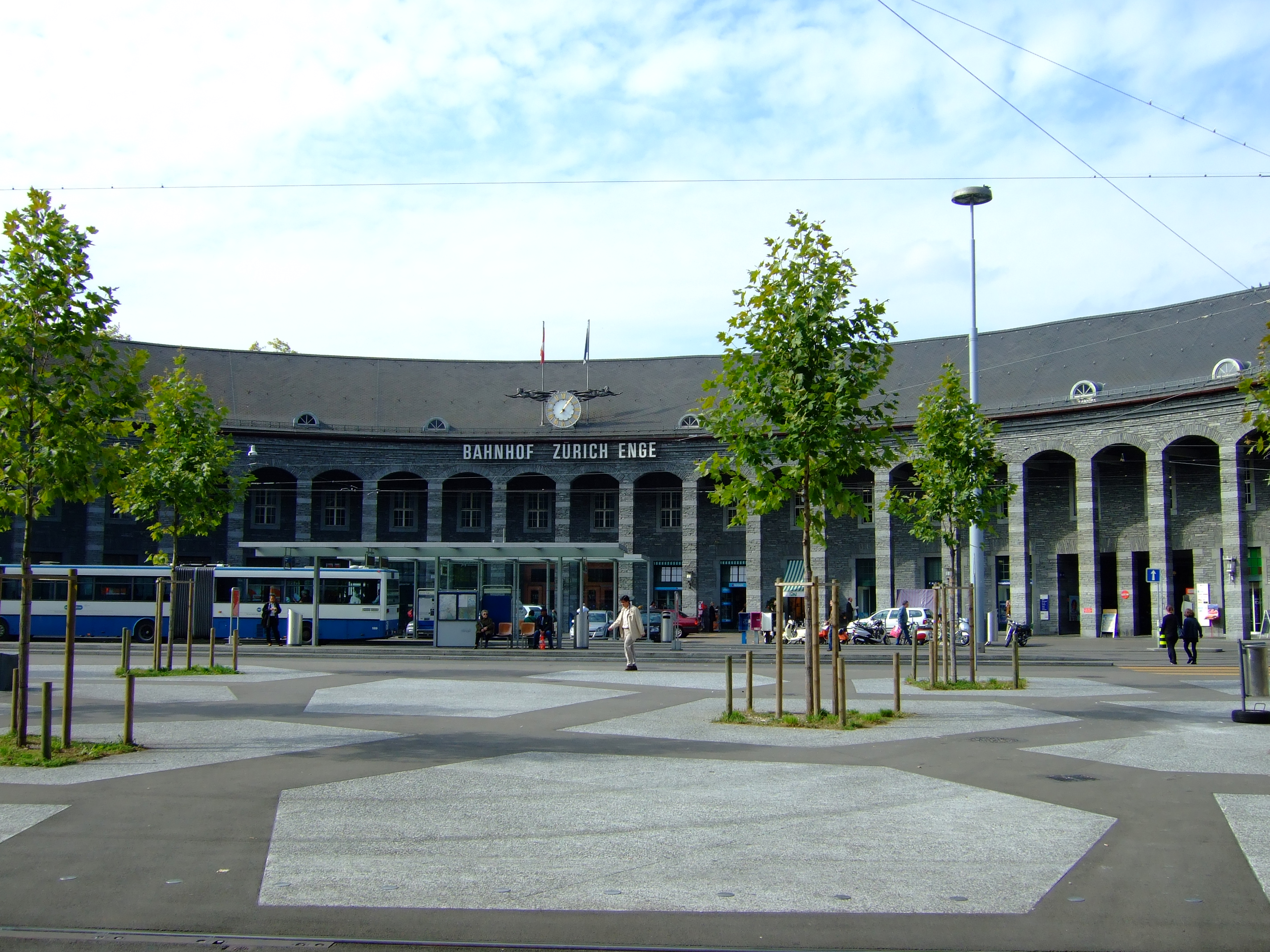
엥게역과 테시너 광장

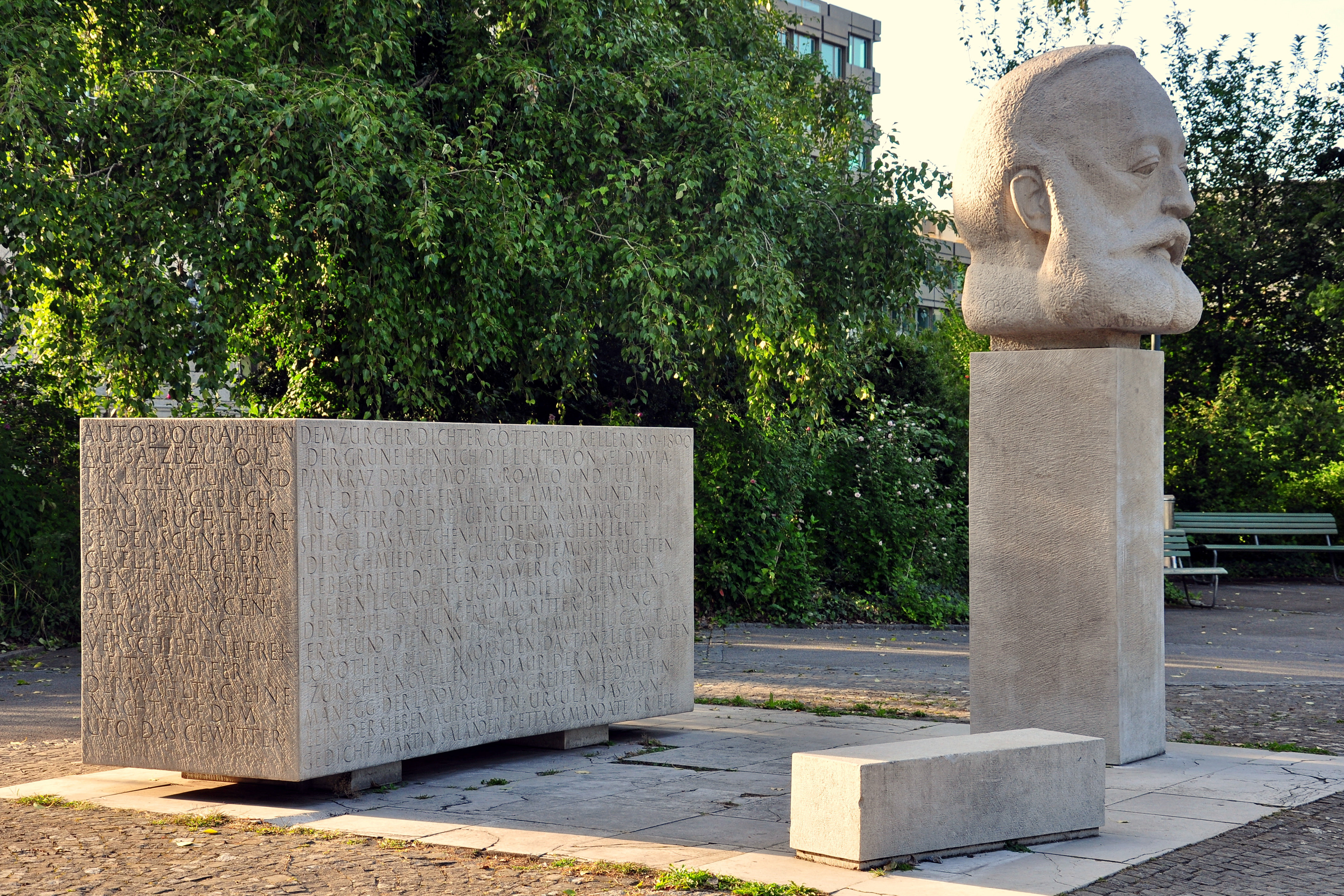
고트프리트 켈러 기념비, 엥게항

엥게(Enge)는 스위스 취리히 2구에 있는 쿼터이다.

## 역사
엥게는 1893년에 취리히에 통합되었으며 이전에는 독립된 11개 지자체가 있었다. 2011년 인구는 8,597명이었다. 2.4k㎡에 불과한 엥게는 2구에서 가장 작은 동네이다.

## 교통
취리히 엥게역은 S2, S8, S21, S24 노선이 있는 취리히 S-반의 정류장이다.

## 문화유산
엥게는 젝세로이텐 광장 주변의 작은 섬과 취리히의 반도에 있는 선사 시대 늪지대에 위치한다. 리마트강과 취리히 호수 사이에 위치한다. 취리히 호수 주변의 선사 시대 말뚝 주거지는 린트강과 요나강의 간헐적인 범람으로부터 보호하기 위해 말뚝 위에 세워졌다. 취리히 지자체인 취리히 엥게 알펜콰이는 엥게의 취리히 호수 기슭에 위치한다. 이곳은 클라이너 하프너와 그로서 하프너 정착촌과 접해있었다. 취리히에서 약 0.2k㎡의 영역 내에 있는 리마트강 유역에 있는 반도 섬에 있다. 그것은 유네스코 세계문화유산 유적지 중 56개의 스위스 유적지 중 하나인 알프스 주변의 선사시대 말뚝 주거지이며, 이 정착지는 또한 국가 및 지역적으로 중요한 문화재이며, 소위 부두시설(Quaianlagen)의 일부로 볼리에르 취리히를 포함한 취리히 수목원과 함께 스위스 문화재로 등록되어 있다.
유대교회당 취리히 뢰벤 거리는 또한 지역적으로 중요한 클래스 B 대상으로 나열되어 있다. 취리히 수목원에 있는 취리히- 엥게의 이스라엘 문화 공동체 취리히(ICZ, Israelitische Cultusgemeinde Zürich) 도서관은 국가적으로 중요한 클래스 A 대상으로 등재되어 있다.